# Kleinbahn

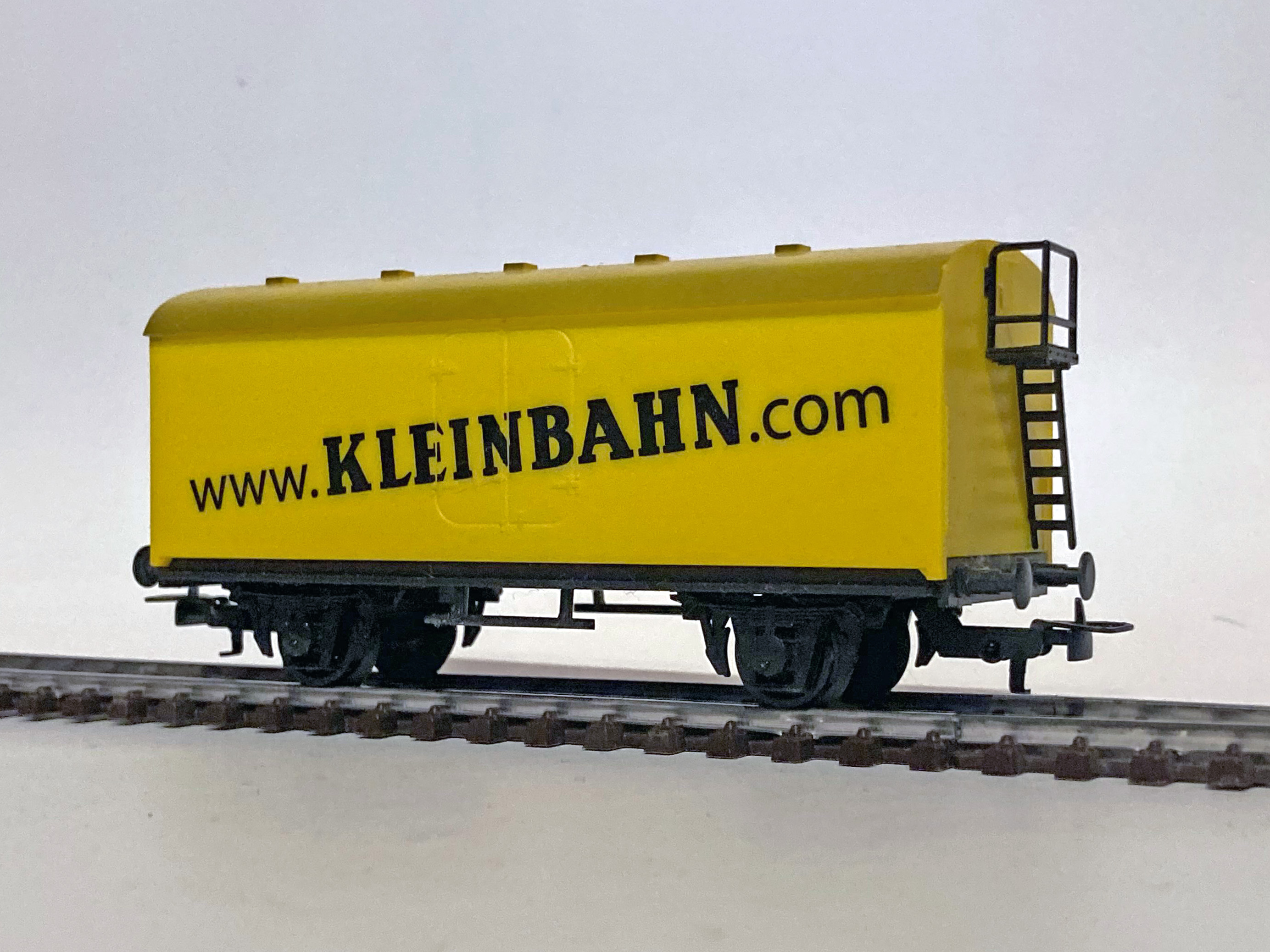
Vagónek Kleinbahn

Kleinbahn (oficiálním názvem KLEINBAHN Mechanische Werkstätte – Spielwarenerzeugung Ing. Erich Klein e.U.) byl rakouský výrobce modelů železničních vozidel v měřítku H0 (1:87). Společnost byla založena ve Vídni roku 1947 Erichem Kleinem, který o rok později přibral do firmy bratra Oskara Kleina.
V roce 1984 vygradovaly mezi bratry Kleinovými rozepře, což vedlo k rozdělení firmy. Původní název Kleinbahn si ponechal Erich. Oskar pro svou společnost zvolil pojmenování Klein Modellbahn, ta fungovala do roku 2008. V roce 2021 ukončila výrobu i firma Kleinbahn.
K vyhledávaným sběratelským kouskům dřívější produkce Kleinbahn patří Modrý blesk (řada ÖBB 5045 Rakouských spolkových drah), model rakouské rychlíkové parní lokomotivy ÖBB 12 vyráběný v 60. letech 20. století, dále lokomotiva E 499.0 Československých státních drah (ČSD) a lokomotiva E 424 Italských státních drah.
E 499.0 ČSD byla dlouhou dobu jediným modelem lokomotivy z východního bloku od západního výrobce.